# Pfarrkirche Linz-Oed

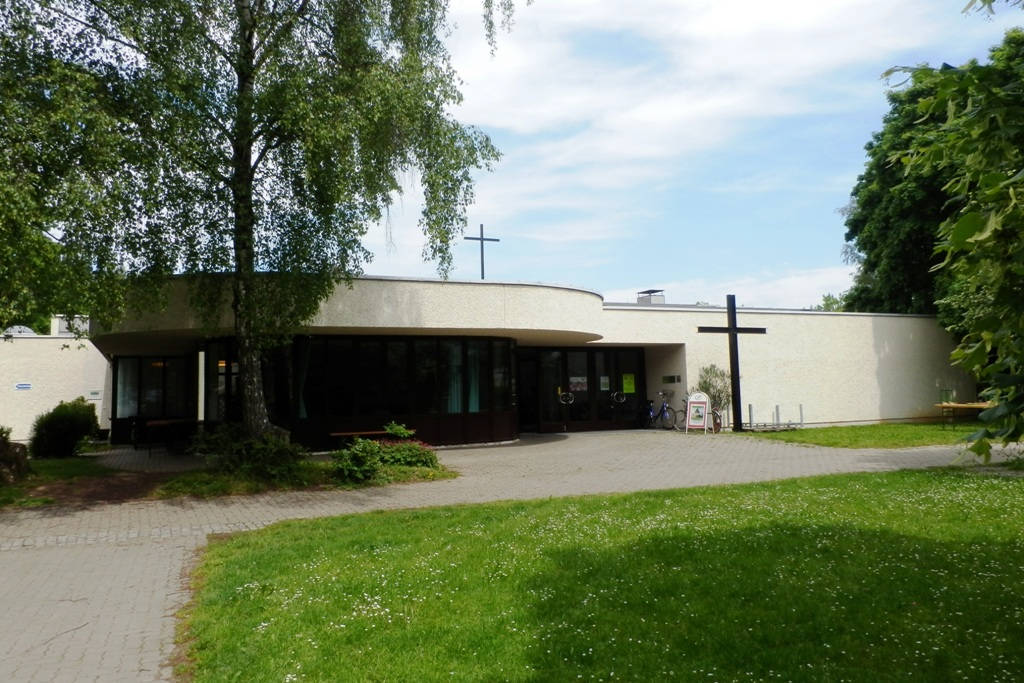
Pfarrkirche Heiligste Dreifaltigkeit, Linz-Oed

Die Pfarrkirche Linz-Oed steht im Stadtteil Oed, Waldegg in der Stadtgemeinde Linz in Oberösterreich. Die römisch-katholische Pfarrkirche Heiligste Dreifaltigkeit gehört zum Dekanat Linz-Süd in der Diözese Linz.

## Geschichte
Ab den späten 1950er-Jahren wurde der Stadtteil Oed durch Wohnblöcke der WAG errichtet. 1965 erwarb Pfarrer Anton Haider der für dieses Gebiet zuständigen Pfarre St. Theresia ein Grundstück für ein Pfarrzentrum. 1974 bis 1975 wurde die Kirche nach Plänen von Rüdiger Stelzer und Walter Hutter erbaut und am 14. Dezember 1975 geweiht. 1982 wurde sie zur selbständigen Pfarre erhoben.
Der Wandteppich wurde von Wolfgang Stifter gestaltet, die Figuren stammen von Jakob Kopp.